# Планина-при-Севниці
Планина-при-Севниці (словен. Planina pri Sevnici) — поселення в общині Шентюр, Савинський регіон, Словенія. 
Висота над рівнем моря: 532,5 м.